# Одуев, Степан Фёдорович
Степан Фёдорович Одуев (28 сентября 1918 — 2012) — советский и российский философ

, историк философии, доктор философских наук, профессор, один из авторов 6-томной «Истории философии».

## Биография
Окончил исторический факультет МГУ, затем аспирантуру по истории философии. Кандидатскую диссертацию защитил по философии Ницше. С 1948 г. на преподавательской работе. В 1957–1974 гг. работал в Институте философии АН СССР, где прошёл путь от старшего научного сотрудника до заместителя директора института. С 1974 года — профессор Академии общественных наук, Российской академии управления, Академии государственной службы при Президенте РФ. Специализировался по немецкой философской мысли XIX–XX веков, а также проблемам человека, сознания и самосознания. Коллеги отмечали, что Одуев

 хорошо знает произведения Ницше, пишет просто, понятно, находя удачные, меткие выражения и обороты:143. 

## Сочинения
Монографии
- Одуев С. Ф. Ницшеанство. — М., 1959. (переведена на румынский язык)
- Одуев С. Ф. Тропами Заратустры. — М.: Мысль, 1971, 1976. — 429 с. (переведена на французский, немецкий, арабский и чешский языки)
- Одуев С. Ф. Социалистическое сознание: реальность и иллюзии. — М., 1991.
- Одуев С. Ф. Навстречу Логосу: экзистенциализм и герменевтика. — М., 1998.
- Одуев С. Ф. Метафизика мировой скорби. О философских воззрениях А. Шопенгауэра. — М., 2008.

Статьи
- Одуев С.Ф. Социальное мифотворчество Фридриха Ницше и его реакционная сущность. // Из истории философии. Ученые записки Академии общественных наук при ЦК КПСС, кафедра истории философии. Вып. 28.  М., 1957. С.229-261.
- Одуев С.Ф. Современные пропагандисты ницшеанства // Вопросы философии. — 1959. — № 1. — С. 167—175.